# PBCom Tower
De PBCom Tower, ook bekend als de Philippine Bank of Communications, is een wolkenkrabber in Makati, Filipijnen. De bouw van de kantoortoren, die staat aan 6795 Ayala Avenue, begon in 1998 en werd in 2000 door Samsung Engineering and Construction voltooid.

## Ontwerp
De PBCom Tower is 259 meter hoog. Het heeft een totale oppervlakte van 117.480 vierkante meter en telt naast 55 bovengrondse verdiepingen, ook 7 ondergrondse etages. Het bevat naast 23 personenliften ook goederenliften en 4 liften voor de parkeerlagen, die in totaal 889 parkeerplaatsen bevatten. De wolkenkrabber biedt plaats aan een zakencentrum en een helipad op het dak. Het is in postmoderne stijl ontworpen door Skidmore, Owings and Merrill in samenwerking met GF & Partners.